# Stein (ancienne commune)
Pour les articles homonymes, voir Stein.
Stein est une ancienne commune néerlandaise de la province de la Hollande-Méridionale.
Lors de la création des communes aux Pays-Bas, l'ancienne seigneurie Land van Steyn est érigée en commune, puis rapidement (en 1812) supprimée et rattachée à Reeuwijk. Toutefois, le 1er avril 1817, la commune est rétablie. En plus de Stein, elle comprend les hameaux de Willens en Kort Haarlem. En 1827 la commune de Vrijhoef en Kalverbroek est réunie à Stein. 
Le 1er juillet 1870, la commune est définitivement supprimée et rattachée à Reeuwijk, sauf les hameaux de Voor-Willens en Midden-Willens qui passent à Gouda. Au moment de sa suppression, la commune comptait 438 habitants. 339 passent à Reeuwijk, les autres à Gouda. De nos jours, le plus gros de l'ancienne territoire, au sud de la ligne de chemin de fer relient Gouda à Utrecht appartient à la commune de Krimpenerwaard, y compris le hameau de Stein.
Sur le territoire de la commune se trouvait le Monastère Emmaüs de Stein. 